# Русалонька (фільм, 2023)
«Русалонька» (англ. The Little Mermaid) — американський музичний фентезійний фільм режисера Роба Маршалла за сценарієм Джейн Голдман і Девіда Магі. Фільм є кіноадаптацією до однойменного мультфільму 1989 року, заснованого на однойменній казці Ганса Крістіана Андерсена. Продюсерами виступили Маршалл, Джон ДеЛюка, Марк Платт і Лін-Мануель Міранда, останній також співавтор нових пісень для рімейка з Аланом Менкеном, композитор і співавтор пісень оригінального мультфільму.
Аріель, юна русалка і дочка короля Тритона, мріє дізнатися більше про світ людей. Одного разу після сварки з батьком вона тікає з палацу. Якраз в цей час трапляється буря, і Аріель рятує потопаючого принца Еріка і закохується в нього. Щоб жити на суші з коханою людиною, Аріель повинна надати відьмі Урсулі свій голос в обмін на людські ноги і здатність дихати на суші.
Вибір на роль морської діви (русалоньки) Аріель акторки Голлі Бейлі з музичного дуету Chloe x Halle став першим випадком, коли темношкіра акторка грає діснеївську принцесу, яка була білошкірою в мультфільмах.
Вихід фільму в США відбувся 26 травня 2023 року.

## Сюжет
Аріель — принцеса-русалка і молодша дочка короля Тритона, правителя морського народу, що мешкає в Атлантиці. Тритон збирає своїх дочок, але одна з них, Аріель, запізнюється. Вона збирає людські предмети за підтримки риб і одного разу виявляє телескоп, впущений принцем Еріком. Аріель досліджує затонулий корабель, бо Тритон заборонив дочкам виходити на поверхню після того, як мати Аріель була вбита людиною.
Тритон лає Аріель, а краб Себастьян, радник короля, намагається її виправдати. Аріель бачить феєрверк над океаном і пливе на поверхню, щоб побачити його зблизька. Феєрверк запущено з корабля принца Еріка. Аріель випадково чує, як Ерік розповідає прем'єр-міністру королівства Грімсбі про своє бажання досліджувати невідоме та допомагати людям свого королівства. Настає шторм, і корабель розбивається об скелі, змушуючи всіх кинутися до рятувальних шлюпок. Аріель рятує Еріка та приносить його на берег, де зцілює співом. Вона тікає, перш ніж принц отямлюється. Після одужання Еріка його названа мати, королева Селіна, забороняє йому знову плавати. Принц пам'ятає спів, який урятував його, і розшукує його виконавицю.
Тритон розпитує Себастьяна про Аріель, і той каже, що вона врятувала життя людини. Обурений Тритон вирушає до гроту Аріель, щоб затримати її. Король вимагає поклястися, що дочка не плаватиме більше на поверхню. Та Аріель відмовляється промовити клятву і Тритон знищує її колекцію людських предметів. Після того як Тритон пливе геть, Аріель відвідує пара мурен, які показують їй зображення морської відьми Урсули, вигнаної молодшої сестри Тритона, та пропонують Аріель її допомогу.
Аріель слідує за муренами до лігва Урсули, напів людини, напів восьминога. Морська відьма пропонує угоду: вона перетворить Аріель на людину (відповідно русалка втратить здатність дихати під водою і цілющий спів) на три дні, і лишиться людиною назавжди, якщо отримає «поцілунок справжнього кохання» від Еріка. Якщо ж вона зазнає невдачі, то знову перетвориться на русалку, і Урсула забере її до себе. Спершу Аріель відмовляється і тоді Урсула звинувачує її в боягузтві. Аріель приймає угоду і отримує людські ноги, а її голос відьма ховає до мушлі. Риба Флаундер і Себастьян підіймають Аріель на поверхню, де її рятує рибалка, який відвозить її на острівне королівство до замку Еріка. Себастьяна рибалка кидає до скрині, звідки він потім тікає.
Ерік підозрює, що Аріель — це та дівчина, що його врятувала. Проте вона не має тепер не тільки цілющого голосу, а й взагалі втратила здатність говорити, і принц вирішує, що помилився. Пізніше того вечора Аріель досліджує замок і знаходить колекцію предметів Еріка, яку він зібрав під час своїх подорожей. Ерік пояснює їй призначення цих предметів.
Наступного дня Ерік бере Аріель на екскурсію по королівству. Себастьян, який слідував за Аріель на суші, розуміє, що Урсула обманула русалку, наклавши закляття, що змусило її постійно забувати про необхідність отримати поцілунок від Еріка. Разом із сулою Скаттлом і Флаундером Себастьян бере на себе зобов'язання змусити пару поцілуватися. Це майже вдається, коли Ерік читає за губами як Аріель вимовляє свою ім'я. Проте на заваді їм стають мурени Урсули. Тоді Урсула вирішує втрутитися особисто і перетворюється на красиву молоду жінку на ім'я Ванесса. Вона користується вкраденим голосом Аріель, щоб причарувати Еріка. Тритон виявляє зникнення Аріель і наказує іншим своїм дочкам знайти її за будь-яку ціну.
Наступного ранку Аріель та її друзі дізнаються, що Ерік невдовзі оголосить про заручини з Ванессою. Скаттл розкриває справжню особу Ванесси та повідомляє це Аріель. На вечірці з нагоди заручин Аріель стикається з Урсулою та розбиває мушлю, яку вона носила з собою. Голос повертається до Аріель і з Еріка спадають відьомські чари. Але перш ніж вони встигають поцілуватися, сонце сідає, і Аріель перетворюється на русалку. Урсула повертається до своєї початкової форми, перш ніж схопити Аріель і пірнути назад в океан.
Урсула стикається з Тритоном, який наказує їй відпустити Аріель. Однак Урсула розповідає, що угода, яку вона уклала з Аріель, непорушна. Тритон погоджується обміняти себе на Аріель, і мурени Урсули перетворюють його на пісок, що жахає Аріель. Урсула вимагає тризуб Тритона, але перш ніж вона встигає вбити Аріель, прибуває Ерік і відволікає її; в ближньому бою Урсула випадково вбиває своїх мурен. Розлючена Урсула використовує тризуб, щоб вирости до велетенських розмірів, і викликає водоверть, щоб убити Аріель і Еріка. Поки Ерік відволікає Урсулу, Аріель сідає на потонулий корабель і таранить ним відьму. Урсула гине і Тритон повертається до життя. Еріку вдається повернутися додому, де Селіна визнає, що кохання Еріка та Аріель було справжнім.
Зрештою Тритон визнає, що хоча Аріель повернулася додому, як він хотів, вона нещаслива без Еріка. За порадою Себастьяна Тритон назавжди перетворює Аріель на людину, і вона возз'єднується з Еріком. Пара вирішує подорожувати разом з благословення обох батьків і підтримки народів з обох світів.

## В ролях
| Актор            | Роль              |
| ---------------- | ----------------- |
| Голлі Бейлі      | русалонька Аріель |
| Іона Гавер-Кінг  | принц Ерік        |
| Мелісса Маккарті | відьма Урсула     |
| Хав'єр Бардем    | король Тритон     |
| Нома Думезвені   | королева Селіна   |
| Арт Малік        | сер Грімсбі       |
| Симон Ешлі       | Індіра            |

### Озвучення
| Актор           | Роль                   |
| --------------- | ---------------------- |
| Давид Діггс     | краб Себастьян         |
| Джейкоб Трембле | тропічна риба Флаундер |
| Аквафіна        | чайка Скаттл           |

## Виробництво
У травні 2016 року Deadline Hollywood повідомив, що Disney вирішила перезапустити мультфільм у версію фільму з живими акторами. Через три місяці було оголошено, що Алан Менкен повернеться в якості композитора фільму і напише нові пісні разом з Лін-Мануелем Мірандою, який також буде спільно продюсувати фільм з Marc Platt Productions. До роботи над проєктом записалися Ліндсей Лохан і Кріс Еванс. У грудні 2017 року повідомлялося, що Роб Маршалл буде режисером, а Джейн Голдман буде писати сценарій. 3 липня 2019 року було оголошено, що роль самої Русалоньки у фільмі дістанеться афроамериканській артистці Голлі Бейлі. У тому ж місяці було також оголошено, що Гаррі Стайлс і Хав'єр Бардем ведуть переговори, щоб зіграти принца Еріка і Короля Тритона відповідно. Однак, до серпня з'ясувалося, що Стайлс відмовився від ролі через те, що він зосередився на своїй музичній кар'єрі.
Пізніше, у вересні, стало відомо, що Кемерон Каффе і Іона Гауер-Кінг були двома останніми кандидатами на роль принца Еріка. У листопаді 2019 року Хауер-Кінг був офіційно оголошений на роль Еріка. У жовтні Дейвід Діггс також оголосив, що веде переговори, щоб озвучити Себастьяна. Знімання планували почати в квітні 2020 року, але в березні 2020 року виробництво було припинено через пандемію коронавірусу, а також масові акції протестів у США. Пізніше знімання планували почати в 10 серпня 2020 року, але вони були відкладені до кінця листопада / початку грудня, щоб вкластися в графік Маккарті серіалу «Дев'ять ідеальних незнайомців». У грудні 2020 року Маккарті заявила, що, сподівається, розпочати знімання фільму в січні 2021 року. В кінці січня 2021 року знімання офіційно почали в Pinewood Studios в Айвері, Англія. У тому ж місяці Девід Діггс розповів про великий обсяг роботи, який йому довелося виконати, коли справа дійшла до підготовки і запису діалогу для ролі Себастьяна.
До листопада 2020 року новий генеральний директор Disney Боб Чапек оголосив, що знімання всіх фільмів, відкладених через коронавірус, відновилися, а в деяких випадках завершилися основні зйомки.

## Музика
17 березня 2017 року було оголошено, що Алан Менкен, який раніше був композитором і співавтором пісень для оригінального фільму, повернеться в якості композитора фільму і напише нові пісні разом з продюсером Лін-Мануелем Мірандою. Три місяці потому Менкен заявив, що його робота над музикою для фільму припинена через розклад Міранди і Марка Платта з «Мері Поппінс повертається». 20 травня 2019 року Менкен заявив, що «Русалонька» стане його наступним проєктом після виходу живої адаптації Аладдіна, а 9 липня він і Міранда почали роботу над новими піснями для фільму. Замінивши автора текстів оригінального фільму, покійного Ховарда Ешмана. Міранда відчув "що "[він] безумовно програє "роботі Ешмана, стверджуючи, що «ніхто не може писати так, як він». 17 вересня 2019 року повідомлялося, що Менкен і Міранда написали нову пісню для принца Еріка, яку Менкен підтвердив 11 жовтня 2019 року і повідомив, що він і Міранда написали «приблизно чотири або п'ять нових пісень» для фільму, включаючи нову пісню для Еріка і Аріель, нову пісню для короля Тритона, а також пісню для Скаттла. 16 січня 2020 року Голлі Бейлі підтвердила, що пісня "Part of Your World"з оригінального фільму з'явиться в рімейку. 10 лютого 2020 року Міранда розповів, що вони з Менкеном написали чотири нові пісні для фільму. 22 березня 2020 року Менкен повідомив, що пісні для фільму вже записані. 19 лютого 2021 року Менкен заявив, що нові пісні будуть «сумішшю» його і Міранди стилів. Він пояснив, що в піснях буде «деякий реп» в дусі попередніх робіт Міранди, а також стиль, ближчий до його звичайної роботи.

## Сприйняття

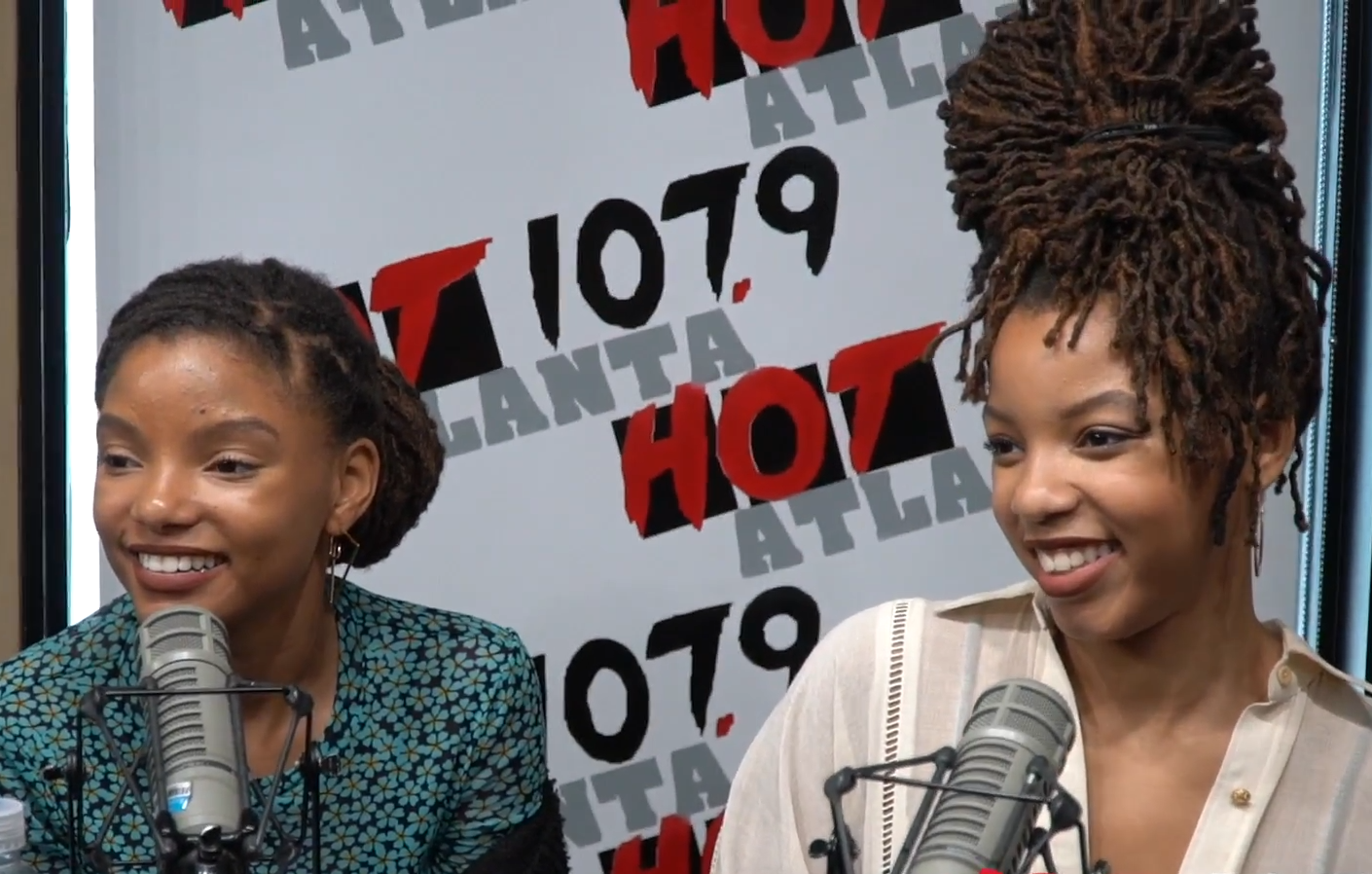
Голлі Бейлі — (ліворуч) — виконавиця ролі Аріель

Присутність у кастингу афроамериканської актриси-дебютантки Голлі Бейлі на роль Аріель була сприйнята контрастно. Новину вітали, в числі інших, Мерайя Кері, Геллі Беррі і Кріссі Тайген, але зовнішні відмінності Бейлі від оригінального персонажа з блакитними очима і світлою шкірою викликали протест у користувачів Інтернету. Почалася низка негативних публікацій з хештегами #NotMyAriel («НеМояАріель») і #NotMyMermaid («НеМояРусалонька»), з'явилися обіцянки проігнорувати фільм в прокаті, оскільки « всі покоління росли з білошкірою Аріель з рудим волоссям». У відповідь на таку реакцію телеканал, що належить Діснею Freeform опублікував в мережі Instagram «відкритий лист бідним, нещасним душам», в якому повідомив, що хоча автор оригінальної казки був датчанин, Аріель-русалка, що живе в «інтернаціональних водах», і може плавати де їй заманеться, а також нагадав, що данці можуть бути чорношкірими і « генетично» володіти рудим волоссям. При цьому, з якого боку не подивитися, Аріель — вигадана героїня. Сама Голлі Бейлі відгукнулася про проходження проб із захопленням, заявивши, що «мрія стає реальністю» і продемонструвавши в мережевих пабліках відредаговане зображення, на якому Аріель-темношкіра брюнетка з чорними очима
Незабаром після того, як почалися обурення в Твіттері, увагу ЗМІ привернула сенегальська художниця Kine Aw, яка написала картину, на якій зображена Мамі Вата — водна істота, легенда про яку в Західній Африці налічує шість століть. Темношкіру Мамі Вата, часто зображувану з довгим волоссям і зі зміями навколо шиї, деякі називають її русалкою. Художниця заявила, що завжди сприймала Аріель як русалку, без будь-якого зв'язку з білошкірими людьми.

## Можливе продовження
25 квітня 2023 року Маршалл натякнув на можливе продовження, якщо це фільм буде успішним: «Це класична історія, у якій багато персонажів і багато цікавих історій. Я вважаю, що вона підходить для певних речей. Але ми повинні побачити, як фільм грає, і як це відбувається… Я думаю, що завжди є можливість знайти історії в історіях. Це завжди чудово». Не підтверджено, чи будуть потенційні сиквели новими оригінальними історіями чи вони черпатимуть натхнення з прямого продовження оригінального фільму «Русалонька 2: Поклик моря», який зосереджений на Аріель та її доньці Мелоді, або ж приквелі «Русалонька: Дитинство Аріель». Маккарті та Бардем також висловили зацікавленість у розробці потенційного додаткового фільму про Урсулу та короля Тритона як брата і сестеру.